# Daniela Baumer
Pour les articles homonymes, voir Baumer.
Daniela Baumer, née le 8 septembre 1971 à Herblingen, est une kayakiste suisse.

## Carrière
Daniela Baumer est médaillée d'argent en kayak à quatre (K4) 500 mètres aux Jeux olympiques d'été de 1996 à Atlanta avec Ingrid Haralamow-Raimann, Sabine Eichenberger et Gabi Müller.